# Шморгун Володимир Андрійович
Володи́мир Андрі́йович Шморгу́н (5 жовтня 1930, Сарни, Польська Республіка — 26 серпня 1996, Рівне, Україна) — радянський футболіст та футбольний тренер. Гравець, а згодом очільник рівненського «Колгоспника». Екс-голова Рівненської обласної федерації футболу.

## Життєпис
З 1958 по 1961 рік захищав кольори рівненського «Колгоспника», у складі якого провів більше 100 матчів у нижчих лігах чемпіонату СРСР.
Займався підготовкою юних місцевих гравців. Приклав руку до становлення як футболіста Володимира Дударенка — чемпіона країни у складі московського ЦСКА та гравця збірної СРСР. У 1964 році входив до тренерського штабу «Колгоспника», а у 1966 році самостійно очолив клуб, посівши 21-ше місце серед 40 команд в українській зоні класу «Б».
Після того, як залишив «Колгоспник», працював старшим тренером відділення футболу ДЮСШ-2 (згодом — ОДЮСШ). Під його керівництвом ази футболу опановували Юрій Стрихарчук, Василь Гриценко та інші. Після об'єднання відділення футболу ДЮСШ-2 з новоствореною СДЮШОР перейшов туди на роботу разом з іншими тренерами. Тренував відомого в майбутньому футболіста та функціонера Олега Кучера. В той же час Володимир Андрійович очолював Рівненську обласну федерацію футболу.
Помер 26 серпня 1996 року в Рівному. За життя був одним з ініціаторів проведення в місті зимових футбольних турнірів. Через рік після смерті Шморгуна змагання назвали його іменем.

## Сім'я
- Син — Юрій Шморгун, працював дитячим тренером у СДЮШОР «Авангард», стояв біля витоків заснування школи[4]. Похований у Рівному поряд з батьком[3].